# Vicky Shu
Vicky Veranita Yudhasoka Shu (8 de julio de 1987) es una cantante indonesa,  quien lanzó su álbum debut titulado, "Drink Me", en 2011. Mari Bercinta 2, es una secuela de la canción homónima de "Aura Kasih". Este sencillo fue el número 3 en la lista del Dahsyat y el número 5 en el "Klik". También ha sido conocida por su belleza y vestimenta de trajes atractivos, poniéndolos a la moda. Shu también ha sido diseñadora de su propia marca llamada "Syu Syu" de zapatos de tacón alto . Antes de convertirse en una popular cantante, ella fue finalista de Miss Indonesia en 2007.